# Mirecourt
Mirecourt è un comune francese di 6 353 abitanti nel dipartimento dei Vosgi, regione del Grande Est.
È attraversato dal fiume Madon.

## Economia
Tra le specialità tradizionali del luogo v'è l'arte della costruzione di strumenti di musica: la liuteria fa ancora parte delle occupazioni della piccola città.

## Ricerca
Da un secolo questa cittadina rurale ospita una stazione di ricerca agronomica. Attualmente il sito fa parte dell'Istituto Nazionale della Ricerca Agronomica francese (INRA) come unità di ricerca (UR) 055, prima rappresentante dell'INRA in Lorena. Vi si conducono ricerche sui sistemi agrari per comprendere e accompagnare le evoluzioni di uso delle risorse a diversi livelli organizzativi, dall'azienda agraria fino al livello territoriale. L'attuale nomenclatura dell'UR è ASTER, AgroSystèmes TErritoires Ressources (sistemi agrari, territori, risorse). Ad essa è associata l'azienda agricola sperimentale (Installation Expérimentale) di coltura mista e allevamento bovino da latte. L'UR 055 ASTER fa parte del dipartimento INRA "Scienza per l'Azione e lo Sviluppo" (Science pour l'action et le Développement - SAD) ed è congiunta al centro INRA di Nancy. Tra i risultati di ricerca che contraddistinguono l'unità si cita a titolo di esempio il caso di Vittel. I ricercatori furono sollecitati, nel 1989, dalla società imbottigliatrice della nota acqua minerale, per ridurre il rischio di contaminazione da nitrati derivanti dalle pratiche agricole.

## Società

### Evoluzione demografica
Abitanti censiti